# 中国人民解放軍
中国人民解放軍（ちゅうごくじんみんかいほうぐん、拼音: Zhōngguó rénmín jiěfàngjūn、英語: People's Liberation Army、PLA）は、中国共産党と中華人民共和国の主要な軍隊。陸軍、海軍、空軍、ロケット軍の4つの軍種と、軍事航天部隊、サイバー空間部隊、信息支援部隊、聯勤保障部隊の4つの兵種から構成されている。中国人民解放軍は創設以来「党指揮銃（党が銃を指揮し、銃が党を指揮することを決して許してはならない）」の原則を堅持し、文民統制の下、中央軍事委員会が主導し、その委員長が最高司令官を務める。憲法で規定された軍事上の概念である中華人民共和国武装力量に含まれる。モットーは「人民に奉仕せよ」（Serve the People）。日本では「中国軍」または「人民解放軍」、中華人民共和国では「解放軍」、中華民国（台湾）では「共軍」、「中共解放軍」と略される。

## 概要

### 法的規定
中華人民共和国憲法第93条には、「中華人民共和国中央軍事委員会が全国の武力（武装力量）を領導する」との記載はあるが、中国人民解放軍を唯一の国軍と規定する条文はない。中華人民共和国国防法第22条では、「中国の武装力量を構成するのは中国人民解放軍現役部隊と予備役部隊、中国人民武装警察部隊、民兵組成」と規定され、その中で中国人民解放軍現役部隊については、国家の常備軍であると規定されている。
憲法第93条第1項では、「国家中央軍事委員会が全国の武装力を領導する」としているが、一方で憲法前文に中国共産党が国家を領導することが謳われており、また国防法では、「中華人民共和国の武装力は中国共産党の領導を受ける」、「武装力の中の共産党組織は、党規約に従って活動する」とあるため、中国共産党が軍事を支配することになっている。中国共産党中央軍事委員会と国家中央軍事委員会の構成員は同一であり、即ち中国人民解放軍は実質的には国軍であると同時に「党の軍隊」「私兵」であるとも言える。

### 徽章の由来
1927年8月1日の南昌蜂起を建軍記念日とし、軍の徽章には紅星に「八一」の字が、軍旗は紅地に黄色で星と「八一」の字があしらわれている。
中国人民解放軍空軍の曲技飛行隊は八一飛行表演隊（August 1st）、軍のスポーツチームは八一足球隊、八一ロケッツ、八一女子排球など、象徴的な名称としても利用されている。
なお公式サイトのURLもwww.81.cn/である。

## 歴史
1921年に中華民国で設立された中国共産党は、一時は中国国民党と協力したが（第一次国共合作）、その後対立し、事実上の内戦（第一次国共内戦）に突入した。基本的に共産党は国民党に対して劣勢であり、のちに「長征」と呼称する大撤退行動などを強いられもした。しかし、1937年に中華民国と日本の間で戦争が起こると（日中戦争）、再び国民党と手を結び（第二次国共合作）、国民革命軍に編入された八路軍や新四軍として日本軍と戦った。しかし、第二次世界大戦後に、敗戦した日本の勢力がいなくなると1946年にはまた第二次国共内戦が始まり、1947年には共産党軍は人民解放軍の名称を使用し、国民革命軍は中華民国国軍に改称した。日本との戦いで疲弊していた国民党軍はアメリカのハリー・S・トルーマン政権の援助停止やソ連のヨシフ・スターリンによる共産党軍への支援で劣勢となった。共産党軍が初めて保有した戦車功臣号はソ連赤軍が占領した東北において、八路軍が日本軍から接収したものだった。中国人民解放軍空軍は捕虜となった日本軍人、整備士が東北の日本軍機を修理、兵を訓練することで設立された(-1949)。また、捕虜となった日本の技術者や看護婦も多数参加している(-1950)。
1949年10月1日に中華人民共和国の建国が宣言され、同年12月に中華民国政府は台湾へ撤退した。以降、中国共産党が組織し育てた軍隊として、今日でも共産党組織と政治委員の指導下にある。
- 1947年9月 「人民解放軍総反抗宣言」を発表して初めて人民解放軍の名称を使用。
- 1949年 中華民国政府、台北へ撤退。
  - 同年アメジスト号事件。長江でイギリス海軍のフリゲート「アメジスト」と交戦。
- 1950年 チベット解放作戦
- 1950年10月 一部は中国人民志願軍として朝鮮戦争に参戦。1953年まで（中国人民志願軍も参照）
- 1954年 - 1955年 第一次台湾海峡危機
- 1958年 第二次台湾海峡危機（金門砲戦）
- 1959年3月 チベット蜂起
- 1969年 - 1978年 中ソ国境紛争（中ソ対立も参照）
- 1974年 南ベトナムと西沙海戦、沙甸事件（中国語版）
- 1979年 中越戦争
- 1979年―1990年 中越国境紛争
- 1988年赤瓜礁海戦（南沙海戦）
- 1989年 六四天安門事件、ラサ暴動
- 1995年 - 1996年 第三次台湾海峡危機（en:Third Taiwan Strait Crisis、台湾有事も参照）
- 2017年 ジブチに初の海外基地を開設[5]

### 国共合作から国共内戦時の構成
- 第1野戦軍（司令員・政治委員：彭徳懐）
- 第2野戦軍（司令員：劉伯承、政治委員：鄧小平）
- 第3野戦軍（司令員・政治委員：陳毅）
- 第4野戦軍（司令員：林彪、政治委員：羅栄桓）
- 華北軍区（司令員：聶栄臻）

元老には十大元帥と呼ばれる代表者がいる。朱徳・彭徳懐・林彪・劉伯承・賀竜・陳毅・羅栄桓・徐向前・聶栄臻・葉剣英で、老総（ラオゾン）という別称を呼ばれる。
各軍管区へは、軍閥の影響力を削ぐために各野戦軍より選出した部隊で混成される。主力に位置される部隊は、権力闘争に勝ち残った第3野戦軍系部隊があげられる。

## 組織
最高軍事指導機関である中国共産党中央軍事委員会の内部に弁公庁をはじめとする15の機関があり、その下に陸軍、海軍、空軍、ロケット軍（元第二砲兵部隊）、戦略支援部隊、聯勤保障部隊および五大戦区が置かれている。

### 中央軍事委員会
最高軍事指導機関である中国共産党中央軍事委員会は、中国共産党中央委員会の下部機関として設置される。国の軍隊としての形式を整えるため、全国人民代表大会も中華人民共和国中央軍事委員会を下部に設置するが、同一の委員により構成されるため、名称が異なる同一の機関である。
党中央軍事委員会は主席・副主席・委員によって構成される。中央軍事委員会主席は、事実上中華人民共和国（中国）の軍隊である国家武装力量の最高司令官であり、中国共産党総書記（最高指導者）が兼任する。中華人民共和国憲法で人民解放軍は中央軍事委員会の指導下にあると規定されているが国家主席とは記載されていないためである。

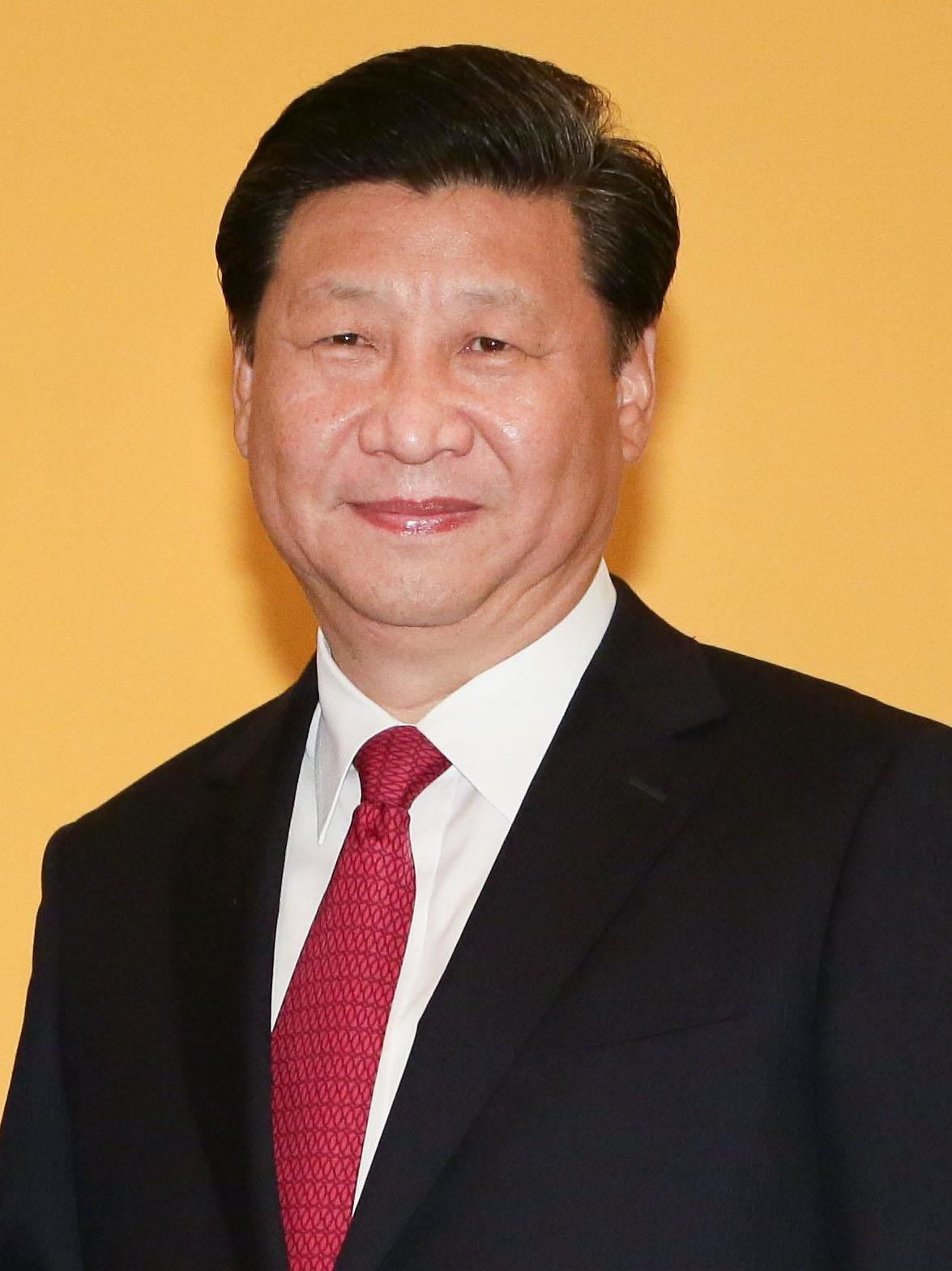
軍事委員会主席: 習近平

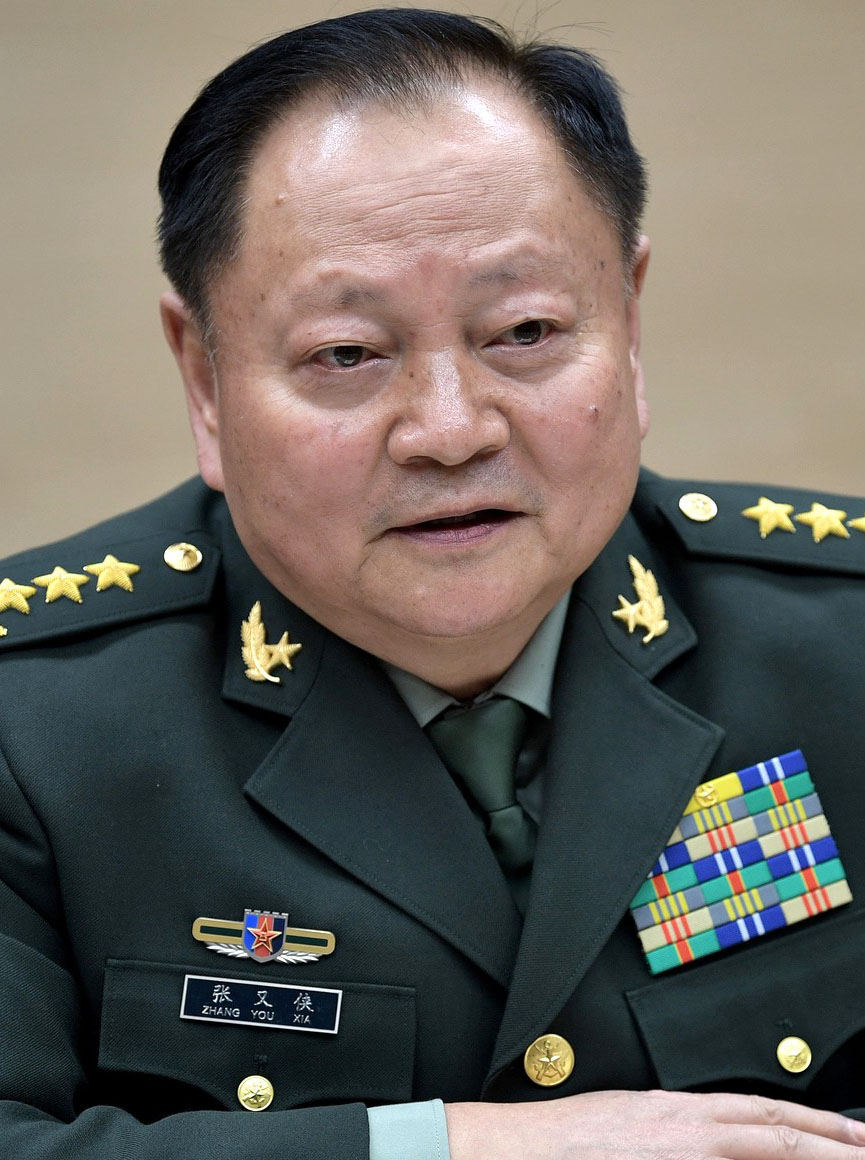
軍事委員会副主席: 張又侠

#### 中央軍事員会の委員
- 主席：習近平（中国共産党総書記、国家主席）
- 副主席：
  - 張又侠（陸軍上将、党中央政治局委員）
  - 何衛東（陸軍上将、党中央政治局委員）
- 委員:
  - 劉振立（陸軍上将、前聯合参謀部参謀長）
  - 苗華（海軍上将、政治工作部主任）
  - 張昇民（ロケット軍上将、紀律検査委員会書記）

#### 直属部門
中央軍事委員会直属部門は、2016年1月11日に七大部・三箇委員会・五箇直属機構からなる15機関が発足したことで大幅に改編された。かつては中央軍事委員会の下に、作戦や指揮を担当する総参謀部、人事や政治教育を担当する総政治部、補給を担当する総後勤部、武器の調達を担当する総装備部の四総部があり、その下に各軍・七大軍区が位置していた。
七大部は弁公庁・連合参謀部・政治工作部・後勤保障部・装備発展部・訓練管理部・国防動員部の七部局をさす。弁公庁は日常業務、連合参謀部は作戦指揮や戦略、政治工作部は政治宣伝、後勤保障部は兵站計画や政策、装備発展部は武器の開発や調達、訓練管理部は訓練や体育、国防動員部は有事のための動員準備を担当する。
三箇委員会は紀律検査委員会・政法委員会・科学技術委員会の三委員会をさす。紀律検査委員会は綱紀の監察、政法委員会は軍の司法機関への指導、科学技術委員会は科学技術指導を担当する。
五箇直属機構は戦略規画弁公室・改革編制弁公室・国際軍事合作弁公室・審計署・機関事務管理総局の五部門をさす。戦略規画弁公室は組織の建設戦略、改革編制弁公室は組織改革と管理、国際軍事合作弁公室は軍の国際協力、審計署は財務監査、機関事務管理総局は内部機関の事務管理を行う。

### 戦域統合作戦指揮組織
4軍種2部隊は人員の配備、装備調達、訓練などの建設・管理（軍政）を、5大戦区は割り振られた地域の戦略・戦役レベルの統合作戦指揮（軍令）を担当する。また国防科学技術大学、軍事科学院、国防大学などが中央軍事委員会直属の軍区級組織である。

#### 戦区
2016年2月1日に新設された軍管区。従来の七大軍区を廃止し、戦略正面と民族分布を考慮した五大戦区が設置された。従来の大軍区が担っていた軍政を、中央軍事委員会に新設された国防動員部が一括して担い、戦区は中央軍事委員会の統制の下、担当する地域の軍令を担う。

戦区の管轄域

各軍種部隊の統合作戦指揮のため、統合作戦指揮機構が各戦区に設置されている。これにより、これまで隷下の部隊に対して指揮権を有していた各軍種司令部は軍政を担当する部署となり、従来有していた作戦・指揮権限が減少した。
5大戦区はそれぞれ東部戦区、南部戦区、西部戦区、北部戦区、および中部戦区と名づけられ、それぞれの戦区内の各軍種の各部隊は戦区連合指揮部の指揮下に入るとしている。例えば海軍においては、北海艦隊は北部戦区の、東海艦隊は東部戦区の、南海艦隊は南部戦区の連合指揮部の指揮下に入るとしている。空軍においては、戦区毎に戦区空軍が新たに新設され、それぞれの戦区連合指揮部の指揮下に入る。

### 軍種

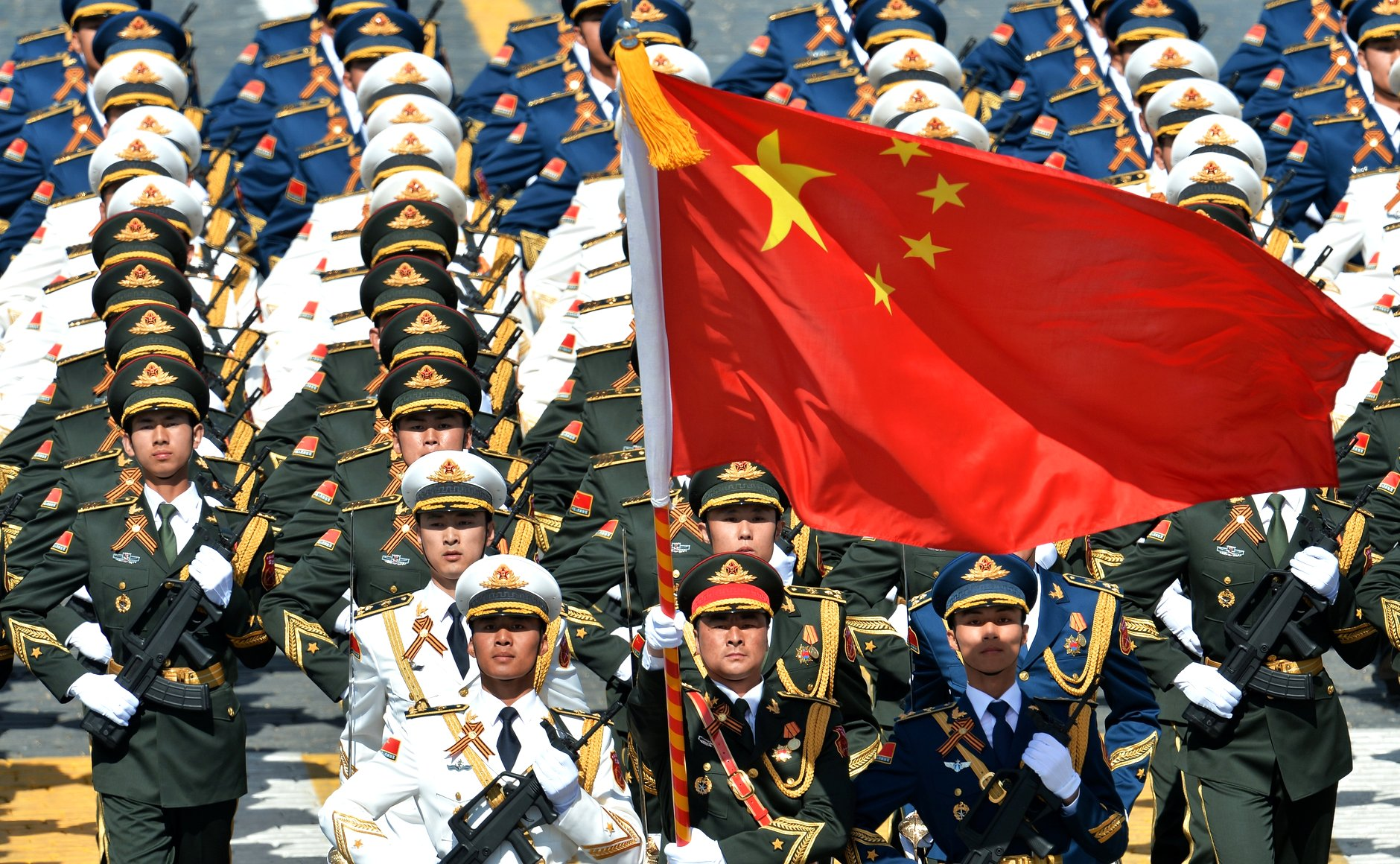
行進する中国人民解放軍の三軍（陸・海・空）儀仗隊

#### 陸軍
人民解放軍陸軍は1927年8月1日の南昌蜂起をもって創立とする。13個の合成集団軍と4個の独立合成師団で構成され、それぞれ5大戦区に所属している。現役兵は96.5万人であり、世界最大規模の陸軍である。

軍旗

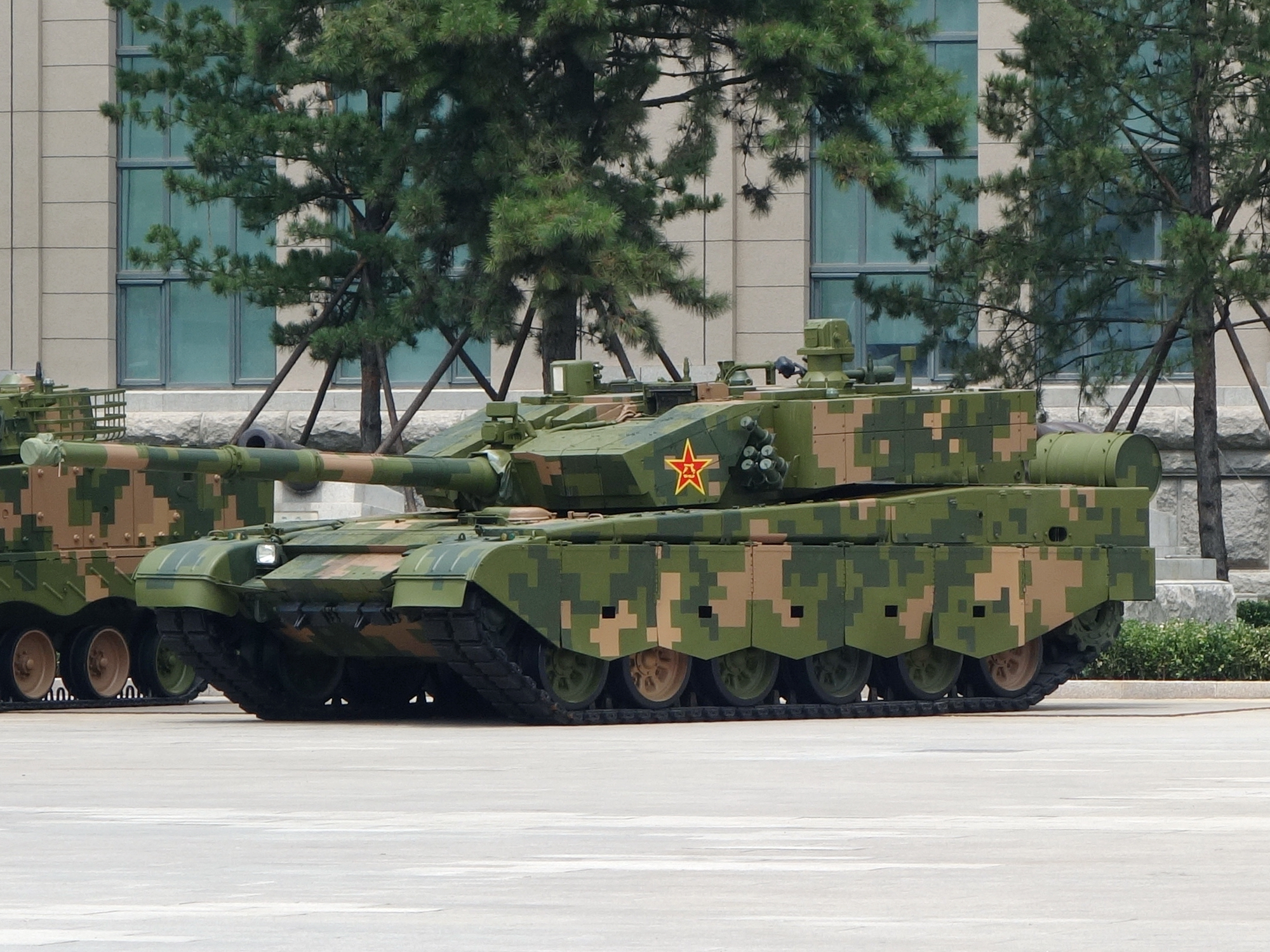
99A式戦車

従来は陸軍の軍区司令官が、管内所属の空軍・海軍部隊の指揮権を有しており、陸軍が他の軍種に対して優位な組織形態であったが、2015年12月31日に「陸軍司令部」が新設され、陸軍は空軍・海軍と同列に位置付けられた。

2023年現在、約4,480台の主力戦車、1,250台の軽戦車、4000門の自走砲、1320門の多連装ロケット砲、320機の攻撃ヘリコプターなどの装備を保有している。

#### 海軍

軍旗

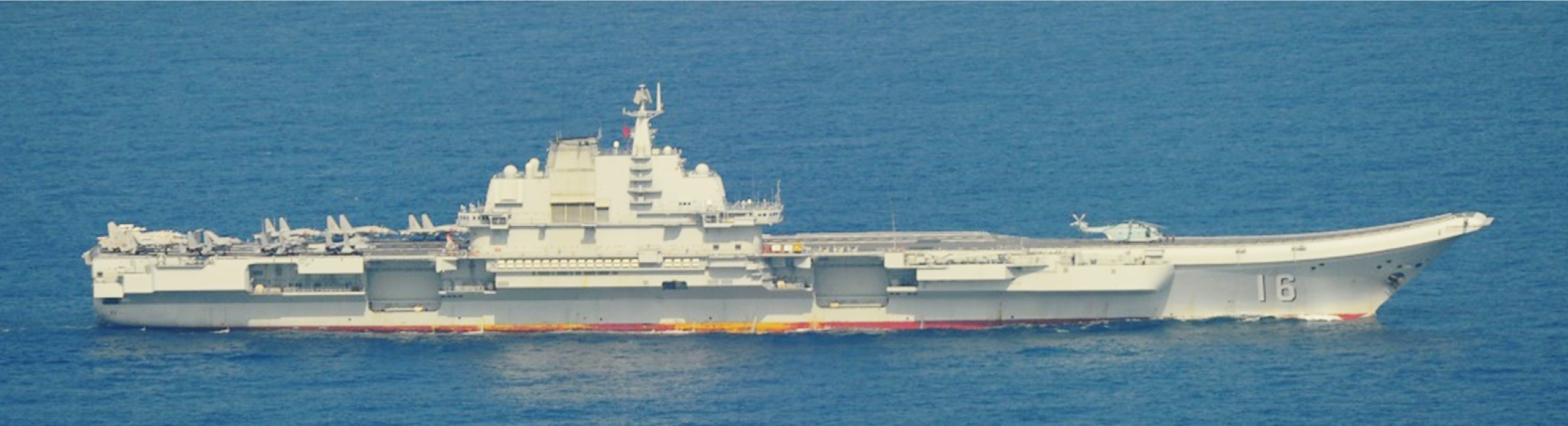
遼寧

中国人民解放軍海軍は1949年4月23日に創立、水上艦艇部隊・潜水艦部隊・海軍航空兵（海兵隊）・沿岸防衛陸上部隊の5兵種で構成され、部隊は海軍司令部のほか、北海・東海・南海の3個艦隊司令部に所属する。現役兵は約29万人で、うち海軍航空兵26,000人、陸戦隊40,000人を擁する。2023年時点で、航空母艦3隻、弾道ミサイル原子力潜水艦7隻、攻撃型原子力潜水艦9隻、通常動力型潜水艦48隻、駆逐艦50隻、フリゲート50隻、ドック型揚陸艦8隻、強襲揚陸艦3隻を含む約370隻の艦艇を保有しており、総トン数ではアメリカに次いで世界第2位、艦艇数では世界第1位である。さらに2025年までに400隻の配備を検討している。

#### 空軍
中国人民解放軍空軍 は1949年11月12日に創立、航空兵・地対空ミサイル兵・レーダー兵・空挺兵・電子対抗兵等の保障部隊の5兵種で構成され、空軍司令部および5大戦区に所属する。現役兵は39.5万人で、空挺部隊3-4万人を擁する。

軍旗

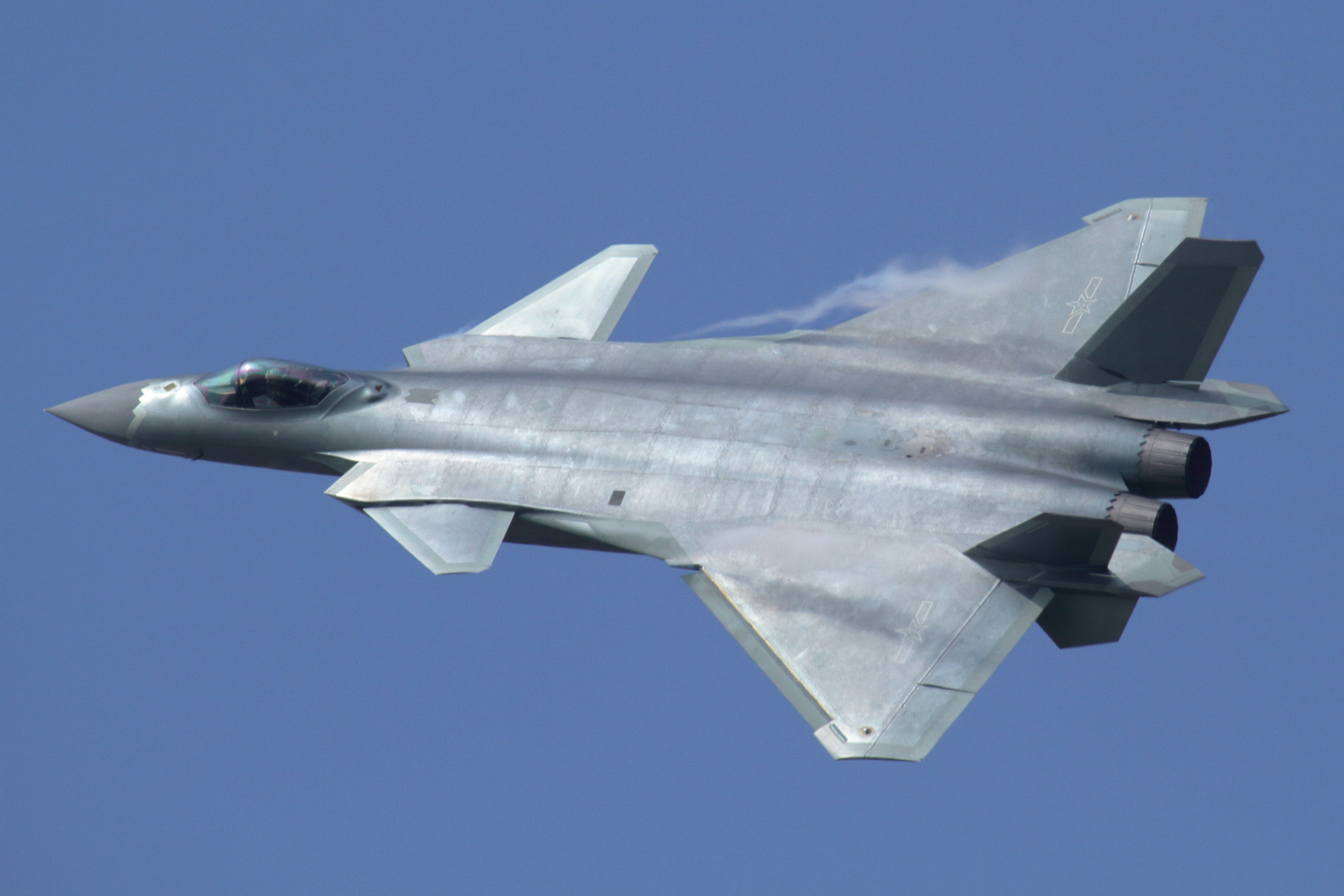
J-20戦闘機

2023年時点で、爆撃機220機、戦闘攻撃機2070機、早期警戒機52機、輸送機70機を含む機の作戦機を保有しており、数的にアジア最大、世界では第3位の規模である。2017年にはアジア初となる第5世代ジェット戦闘機J-20の運用を開始しており、量とともに質も向上している。

#### ロケット軍
1966年7月1日に独立兵種第二砲兵として創立。2015年12月31日、第二砲兵からロケット軍へ改称した。

軍旗

地上発射長距離巡航ミサイル、短距離弾道ミサイルから大陸間弾道ミサイルまで幅広く保有している。設立当初は、核弾頭を搭載した弾道ミサイルによる先制不使用の核反撃力としての性格が強かったが、第三次台湾海峡危機の頃から命中精度の高い通常弾頭搭載の短距離弾道ミサイル、準中距離弾道ミサイルの開発、大量保有を志向し急激に戦力を増強している。2000年代以後は、長距離巡航ミサイルもラインナップに加わっている。

### 兵種

#### 旧　戦略支援部隊
2015年12月31日に新設された。編成や指揮関係などの詳細は公表されていないが、情報心理戦・宇宙戦、サイバー戦、電子戦を統括する、中央軍事委員会直轄の部隊である。
2024年4月19日、戦略支援部隊は廃止され、その役割は軍事航天部隊及び網絡空間部隊に加え、新設された信息支援部隊に引き継がれた。

#### 聯勤保障部隊
2016年9月13日に新設された。後方支援体制を統合化することで、戦略・作戦レベルでの兵站の効率化を目指す部隊である。

## 規模と予算

### 兵力
中国人民解放軍の人員・装備数・組織構成等は、中国政府あるいは人民解放軍自身が情報公開に積極的でなく国防白書も定期的には発行されていない。2013年4月に中国国務院は『中国国防白書：中国の武装力の多様な運用』を発表して、陸軍機動作戦部隊が85万人、海軍23万5千人、空軍39万8千人とする兵員数の概要を公表した。陸軍機動作戦部隊は、18個集団軍および軍区直轄の独立諸兵科連合師団（旅団）に該当し、国境警備部隊・海岸防衛部隊・軍事施設警備部隊は含まないとしている。陸軍機動作戦部隊に該当しない前記の各部隊の兵員数は公表されず、したがって現役陸軍全体の兵員数は明らかにされていない。また第二砲兵、予備役の兵員数も公表されず、したがって人民解放軍全体の現役・予備役を含めた総兵員数も本国防白書では明らかにされていない。
イギリス国際戦略研究所が発行した『2023年ミリタリーバランス』によると、正規軍は203万5千人と推定されており、世界最大の常備軍である。また有事に陸軍を補強する予備役51万人、人民武装警察（武警）が50万人、民兵が800万人と推定されている。

近年、中国軍はハイテク条件下の局地戦争に対応できる少数精鋭の軍隊を目指している。2018年までに30万人の人員を削減した一方で、 「ハイテク兵器の操作に関するスキルと経験」を持つ退役軍人や、「科学や工学に素養のある大卒生」など「質の高い兵員」の採用を強化している。

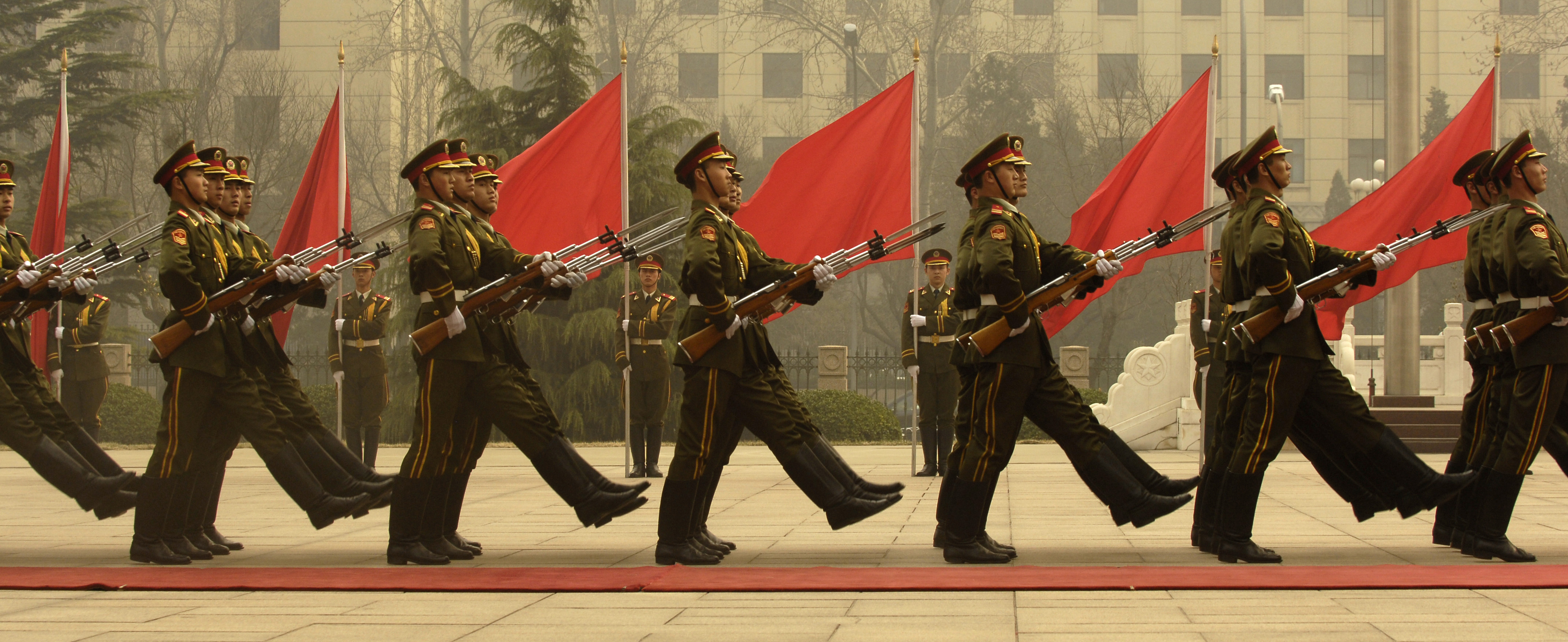
分列行進を行う中国人民解放軍の儀仗隊

### 軍事予算
中国は2024年度の国防予算を約1兆6,655億元（34兆8000億円）と発表している。これは前年度予算額から約7.2％の伸びとなる。
中国の公表国防予算は、1989年度から2015年度までほぼ毎年2桁の伸び率を記録する急速なペースで増加してきた。2016年度以降の伸び率は1桁だが、公表国防予算の名目上の規模は、1993年度から30年間で約37倍、2013年度から10年間で約2.2倍となっている。
中国は、国防建設を経済建設と並ぶ重要課題と位置づけており、経済の発展に合わせて、国防力の向上のための資源投入を継続してきたと考えられるが、公表国防予算増加率が経済成長率（国内総生産（GDP）増加率）を上回る年も少なくない。中国は 「GDPに占める中国の国防費の割合はアメリカなどの軍事大国と比べて常に低い」として国防費は経済力にみあったものだと主張しているが、中国経済の低迷が続く状況においても、2024年度の国防予算は昨年度と同水準であり、軍備を増強する姿勢を鮮明にしているほか、軍需産業により雇用を生み出し、経済を支えるねらいも指摘されている。 
また、中国が国防費として公表している額は、実際に軍事目的に支出している額の一部にすぎないとみられ、世界各国の政府や軍事研究機関は、「中国政府が、いわゆる中国脅威論によって軍備拡張が抑え込まれることを警戒して、軍事支出が小さく見えるように操作している」と指摘されている。外国からの装備購入費や研究開発費などは公表国防費に含まれていないとみられ、米国防省の分析によれば、2021年の中国の実際の国防支出は公表国防予算よりも著しく多いとされる。

### 装備等
中華人民共和国政府は湾岸戦争、アフガニスタン戦争、イラク戦争などでのアメリカ合衆国軍による軍事的成果に影響されて、近年は軍事兵器や軍事システムや戦闘スタイルの革新に力を入れ、通常兵器による軍事力も強力になりつつある。2017年には第5世代戦闘機のJ-20が配備された。また、ロシアの兵器輸出企業の重役によれば中華人民共和国はインドとは違い陸上兵器の近代化が進んでいるため、陸上兵器は地対空ミサイル以外はほとんど輸入してくれないと語っている。そして新式装備の絶対数は多く、Su-27/Su-30MKKシリーズは300機以上ある。これは日本や韓国のF-15保有機数を凌駕している。また、空軍兵器の取引においては完成した機体を購入する時代は終わり、エンジンやレーダーなどのような装備単位で買う段階になったと言われている。その象徴がJ-10である。

## 諜報活動・政治工作

### 三戦（世論戦・心理戦・法律戦）
2003年12月5日、中国人民解放軍政治工作条例が修正され、解放軍に「三戦」の任務を与えることが明記された。三戦とは、世論戦、心理戦、法律戦の3つの戦術を指す。経済・文化交流を通じて世論誘導あるいは分断工作し、敵の戦闘意思を削ぎ、戦わずして中国に屈服するよう仕向けるものを目的としている。
- 輿論戦は、中国の軍事行動に対する大衆および国際社会の支持を築くとともに、敵が中国の利益に反するとみられる政策を追求することのないよう、国内および国際世論に影響を及ぼすことを目的とする[注釈 2]。ニュース・メディアなどの報道、映画、テレビ番組、書籍などによる世論形成が手段とされる[21]。世論戦の特徴としては中国共産党上層部からのトップダウン方式による指令[21]、敵の意思を削ぐためにメッセージを先取りして「兵馬の動く前に世論はすでに動いている」という形をとって提示するのが目指され[21]、放送局からインターネットユーザーまで利用できる手段をすべて使うこと[21]などが挙げられる。
- 心理戦は、敵の軍人およびそれを支援する文民に対する抑止・衝撃・士気低下を目的とする心理作戦を通じて、敵が戦闘作戦を遂行する能力を低下させようとする[22]。
- 法律戦は、国際法および国内法を利用して、国際的な支持を獲得するとともに、中国の軍事行動に対する予想される反発に対処する[23]。

心理戦も法律戦も効果を高めるために世論戦が利用される。
三戦については情報の流出が少なく、具体的な事例は明らかにされていないが、同志社大学教授の浅野亮は尖閣諸島への進出は三戦の一環としている。また岡崎久彦は日本に対して中国が歴史認識、特に日中戦争・太平洋戦争などの戦争認識に関して宣伝工作（プロパガンダ）が行われているとして、「日本は昔、中国に悪いことをした」という戦争に結びついた主張は中国国民に訴えやすく、また第二次世界大戦での「反ファシズム戦争の勝利」という図式を強調することで連合国であったアメリカに「第二次大戦中の連帯意識を思い起こさせる効果を狙ったもの」と指摘している。ただし、当時アメリカと連合していたのは蔣介石率いる国民党の南京国民政府である。
2012年11月にアメリカのヘリテージ財団研究員ディーン・チェン(Dean Cheng)はこのような中国の戦略に対抗してアメリカ合衆国も世論外交をさらに行うべきであるとして、中国へ外国人記者に対して相互主義にもとづいてビザ提供するよう要求することを提案している。アメリカでは中国人記者が数百人活動しているのに対して、中国ではアメリカ人記者は大きく規制されている。

### サイバー攻撃
中国政府は人民解放軍がサイバー攻撃に関与していることを繰り返し否定しているが、複数のメディアにより以下の事件が報じられている（en:Chinese intelligence activity in other countriesも参照）。
- 2007年、ドイツ首相府、経済省、外務省、教育研究省へのサイバー攻撃[26]。
- 2007年6月、アメリカ国防総省にあるロバート・ゲーツ国防長官のコンピュータシステムへの不正侵入が確認された[27]。
- 2007年、イギリス外務省ら複数の政府機関へ不正侵入の可能性[28]。
- 2013年、アメリカの情報セキュリティ会社であるマンディアントは人民解放軍の「61398部隊」がサイバー攻撃に関与しているという報告書を発表した[29][30]。

#### 陸水信号部隊の関与
2010年7月6日に、米国の調査機関メディアス・リサーチは、「中国・サイバー・スパイと米国の国家安全保障」を発表、同報告書のなかで、2009年から2010年にかけて米国の政府・軍機関や民間企業に対して頻発したサイバー攻撃の発信源は中国人民解放軍海南島基地の陸水信号部隊（隊員数は約1100人）であるとした。IPアドレスをはじめ、各種データの分析より分析され、発信源は「海南テレコム」と認定されたが、この海南テレコムは事実上、陸水信号部隊と同一である。サイバー攻撃の標的は米国や台湾の軍事関連施設、チベット関連施設であった。また同報告書は、陸水信号部隊は中国人民解放軍総参謀部第3部の指揮下で育成されたサイバー戦争用部隊とした。
中国政府は政府は無関係と主張したが、中国政府に自国内からのサイバー攻撃の調査を実施し、その結果を米国に伝えるよう求める決議案が米国議会上院に提出された。

#### 日本へのサイバー攻撃
また、2010年9月に日本の政府系機関に対して行われた中国からのサイバー攻撃について、警察庁は「サイバーテロの脅威はますます現実のものになっている」と警戒感を示し、日本だけでなく米国などの各国機関に対して行われた一連のサイバー攻撃に関して、「米国の民間機関が、単一で最大の発信源は中国の海南島に拠点を置く中国人民解放軍の部隊と断定した」と指摘した。更に、中国の情報収集活動について、「諸外国にて違法な活動を行っている」と言及した。「日本国内でも防衛関連企業や先端科学技術保有企業、研究機関に中国人留学生や中国人研究者を派遣するなどして、巧妙かつ多様な手段で情報収集活動を行っている」と警戒感を示した。

#### グーグル攻撃
2010年1月13日、中国で中国政府に批判的な政治活動家が所有するGmailアカウントに対して中国国内からInternet Explorerの脆弱性を利用した攻撃を受けていたことをGoogleが公式ブログで告白、攻撃した一部ユーザーが中国政府であったため中国政府の検閲についても反発し中国から検索事業の撤退を示唆した。
中国外務省スポークスマンは「国内の法律に従うしかない」と述べるも、ヒラリー・クリントンアメリカ合衆国国務長官は「サイバー攻撃に対して説明を求める」とした。なお、Internet Explorerはこの攻撃に使われた脆弱性が問題となり、オーストラリア政府機関が同攻撃に対する脆弱性が無い他ブラウザへの推奨を進めるといった異例の事態に発展、特にGoogleは中国ユーザーに利用者が多いInternet Explorer 6のブラウザに対してのサポートを同年3月で打ち切った。
Google社は中国政府と交渉を重ねたが、2010年3月23日にGoogleは中国国内から検索事業を撤退、中国（google.cn）にアクセスすると検閲のない香港（google.com.hk）に飛ぶようになった。ただし、中国国内から香港の当該サイトで中国政府の規制しているキーワードを検索すると接続が出来なくなるなど、中国当局による規制が行われていると一部のメディアで報道された。
2010年12月には、ウィキリークスが公開をした米外交公電により、一連のグーグル攻撃は中国政府が行ったもので、攻撃を統括したのは周永康と李長春であったことが判明した。

#### 中国国防部による認知
2011年5月25日、中華人民共和国国防部の耿雁生報道官は、定例記者会見において広東省広州軍区のサイバー軍に関する質問を受け、その存在を認め
、中国軍のインターネットセキュリティーの水準向上が目的と説明した。
中国網は「国防部は「『ネット藍軍』はいわゆる『ハッカー部隊』ではなく、国防当局が自らの必要に基づき臨時創設したネット防衛訓練機関だ。国際社会は行き過ぎた解釈をすべきでない」と回答した。」とし、あくまでアメリカが設立した点と防衛用である点を強調することで、アメリカ側の攻撃用だと示唆した。なお、アメリカ側は中国側からの攻撃に対応するために米サイバー軍を立ち上げていると主張している。
2011年11月3日、米国の国家防諜局は報告書「サイバー空間で米国の経済機密を盗む外国スパイ」を議会に提出し、そのなかで中華人民共和国は「世界で最も活発かつ執拗な経済スパイ」とし、他ロシアを含め、スパイ活動の実行者として非難した。

## 軍事戦略・軍事外交・発言

### 台湾問題と核攻撃発言
1989年に発生した六四天安門事件で米国をはじめとした主要国はこぞって中国の人権状況を非難し、米国は高レベル交流を中止し、対中武器禁輸及び経済制裁を課した。こうした米中関係の悪化をうけて、1995年、中国人民解放軍副総参謀長の熊光楷中将は、「もし米国が台湾に介入したら、中国は核ミサイルでロサンゼルスを破壊する。米国は台北よりロサンゼルスを心配した方がよい」と、台湾海峡での武力紛争に米国が介入した場合、中国はロサンゼルスに対して核攻撃する可能性があると表明した。
翌1996年中華民国総統選挙に際して、中国は台湾海峡においてミサイル演習を行い、台湾を恫喝した。米国は2つの空母機動部隊を派遣、第三次台湾海峡危機が危ぶまれたが、1997年に江沢民の訪米が実現し、1985年に結ばれた平和的な核協力協定で合意。1998年にはビル・クリントン大統領が訪中したことで台湾海峡の緊張は緩和された。その後、人権・核不拡散などの協議が行われ、米中関係は改善した。
2001年4月1日、米軍偵察機と中国の戦闘機が空中衝突事故（海南島事件）が発生するが、米中関係は緊張するものの悪化しなかった。

### 上海協力機構
2001年6月15日に中国は、西側諸国を警戒するロシアや中央アジア諸国とともに安全保障機関「上海協力機構」 (SCO) を発足させて、西側を牽制。その後、上海協力機構には中立国のモンゴルや米国の同盟国であるパキスタンと友好国インドも参加、米国と対立するイランも参加した。同機構加盟国はしばしば共同軍事演習を行い、2005年には中ロ共同軍事演習、露印共同軍事演習を行い、同2005年には、米軍が中央アジアから撤退するように要求した。
2007年に中印共同軍事演習が実施されたものの、インドと米国は2006年に、パキスタンが中国の技術提供により核武装を進めつつあるため、米印原子力協力協定 (Indo-US civilian nuclear agreement) を締結している。日本も西側陣営として2006年11月には麻生太郎外相が「自由と繁栄の弧」政策を打ち出し、2007年8月には安倍晋三首相が訪印して日印の安全保障・防衛分野での協力を確認している。

### 台湾問題の再燃と朱成虎発言
2005年3月14日、台湾が公式に独立宣言をするならば中国は軍事力を用いて阻止することを定めた反分裂国家法が中国で制定された。
2005年7月14日に、朱成虎少将が香港で『ウォール・ストリート・ジャーナル』や『フィナンシャル・タイムズ』など各国の報道機関を前に、アメリカが台湾有事に介入した場合、中国は核戦争も辞さないと発言した。発言は以下の通り。
2005年7月15日、この朱成虎少将発言に対してアメリカ合衆国国務省スポークスマンのショーン・マコーマックは、「極めて無責任で、中国政府の立場を代表しないことを希望する。非常に遺憾」と非難し、7月22日にはアメリカ合衆国下院は、発言撤回と朱成虎少将の罷免を求める決議を採決した。中国政府はのちに公式見解ではないと発表したが、これについて台湾高等政策研究協会執行長官楊念祖は、「核攻撃発言はアメリカと日本に向けられたものであり、中国政府はこの発言で、米日両国の反応を試し、両国の態度を探りたいのだろう」という見解を示した。

### 太平洋分割管理構想
2007年5月にアメリカ太平洋軍総司令官、ティモシー・J・キーティング海軍大将が訪中した際、中国海軍幹部から、ハワイを基点に米中が太平洋の東西を「分割管理」する構想を提案されていたことが2008年の上院軍事委員会公聴会で明らかにされた。中国海軍幹部は、中国が航空母艦を保有した場合、ハワイ以東を米国が、ハワイ以西を中国が管理することで合意したいと申出た。キーティング司令官は「冗談だとしても、人民解放軍の戦略構想を示すもの」とした。なおキーティング司令官は提案者を伏せたが、2007年5月時点で中国海軍の呉勝利司令官と会談しているため、この発言は呉司令官に可能性が高い。
また2007年8月には、中国軍による太平洋分割管理提案について、米政府内の親中派内で提案に前向きな姿勢を示す者もあったと報道されている。
2012年11月、ヒラリー・クリントン米国務長官は中国と南シナ海の領有権問題について協議した際、中国側の高官の1人が「（中国は）ハワイの領有権を主張することもできる」と発言し、これに対してヒラリー長官は「やってみてください。我々は仲裁機関で領有権を証明する。これこそ貴方がたに求める対応だ」と応じたことを明らかにした。

### オバマ政権
2008年アメリカ合衆国大統領選挙に民主党候補で勝利し、第44代アメリカ合衆国大統領に就任したバラク・オバマは外交政策では当初「親中派」と見られていたため、米中両国の友好関係の緊密化が期待された。
オバマ大統領は、同年11月に訪中して胡錦濤軍事委員会主席と会談、共同声明で「米中の戦略的相互信頼の構築と強化」を謳い、G2（チャイメリカ）という二大大国を意味する言葉が謳われ、米中接近が演出された。この当時は、オバマ大統領は会談などで中国国内の人権問題やチベット自治区、新疆ウイグル自治区、国内における少数民族への弾圧や民族浄化政策などへの批判を控え、中国側の自制を期待していた。
しかし中国はその後も、南沙諸島問題などで周辺諸国に積極的な軍事行動をとり、中国におけるアメリカ寄りの民主化活動家劉暁波へのノーベル平和賞授与への妨害介入など、毅然とした態度を取り続けた。
アメリカ側も、2010年以降台湾への兵器売却の決定、ダライ・ラマ14世とオバマとの会談を実施するなど、方向転換しつつあるという見方も有る。
ただし、オバマは中国を経済的なパートナー国であるとも宣言しており、米中関係の緊密化は必要だとも述べていた。

#### 米中関係の緊張
2011年1月14日には米紙ワシントン・ポストにおいてアメリカ政界の重鎮であるヘンリー・キッシンジャー元米国務長官が「米中は冷戦を避けなければならない」と述べ、米中が冷戦状態に入りつつあると警鐘を鳴らす記事が掲載された。キッシンジャーは米中が冷戦状態に入った場合、「核拡散や環境、エネルギー、気候変動など、地球規模で解決が必要な問題について、国際的に（米中の）どちらに付くかの選択を迫ることになり、各地で摩擦が発生する」と述べた。
2011年11月9日、アメリカ国防総省は「エアシー・バトル」（空・海戦闘）と呼ばれる特別部局の創設、中国の軍拡に対する新たな対中戦略の構築に乗り出していることが明らかとなった。この構想には中国以外の国は対象に入っていないとアメリカ側は事実上認めており、米政府高官は「この新戦略は米国の対中軍事態勢を東西冷戦スタイルへと変える重大な転換点となる」と述べた。
2014年には環太平洋合同演習（リムパック）に参加して米中合同演習を行うも、中国から情報収集艦「北極星」が派遣されたことは物議を醸した。

#### 米軍のオーストラリア駐留
アジア太平洋経済協力（APEC）首脳会議の3日後の2011年11月16日、オバマ米大統領はオーストラリア北部への米海兵隊駐留計画を発表し、2012年から米軍がダーウィンなどに半年交代で駐留、豪州軍と共同訓練や演習を実施し、最終的に2500人の駐留を目指すとし、海上交通路（シーレーン）確保を狙った米軍配備を進め、中国への牽制を行った。
豪州は米国が東アジア有事として想定していた台湾海峡や朝鮮半島などから距離があり、これまで拠点としての重要度は低かったが、中国から直接の軍事攻撃は受けにくいこと、また南シナ海、インド洋へのアクセスにおいて戦略的な位置付けが高まったとされる。
これに対して中国政府は中国共産党機関紙・人民日報系の英字紙『グローバル・タイムズ』を通じて「豪州は中国をバカにしてはならない。中国の安全保障を弱体化させているのに、それと切り離して経済協力を進めることはできない。越えてはならない一線がある」と批判した。
またインドネシアのマルティ・ナタレガワ外相は、米軍の豪州駐屯について、中国の反発を生むとして危険性を指摘した。

### 「第一列島線」構想

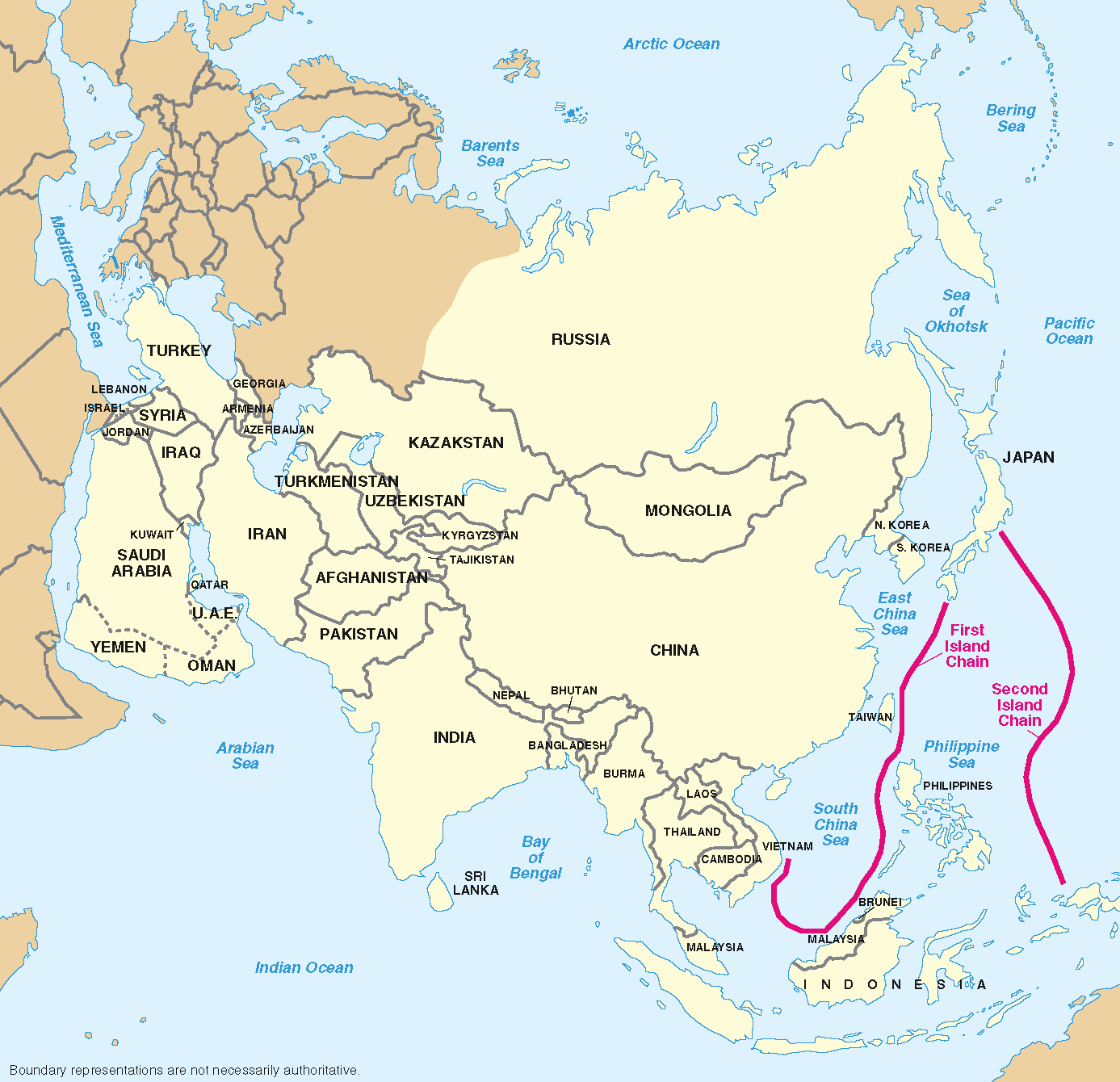
左が第一列島線、右が第二列島線

米議会諮問機関「米中経済安全保障見直し委員会」年次報告書は2011年11月16日、中国が東アジアにおける有事の際、奇襲攻撃や先制攻撃で米軍の戦力を低下させ、日本周辺を含む東シナ海までの海洋権益を支配する戦略を中国軍は持っていると指摘した。また中国軍は、指揮系統をコンピューターに依存する米軍の弱点を突く形でサイバー攻撃を仕掛ける作戦や、南シナ海や東シナ海での紛争では対艦弾道ミサイルや巡航ミサイルによって、九州―沖縄―台湾―フィリピンを結ぶ第一列島線を規準に防衛戦線をとり、かつ米軍等を含む他国の介入を阻害する作戦があるとも指摘した。
第一列島線はもともと1982年に鄧小平の意向を受けて、中国人民解放軍海軍司令官・劉華清（1989年から1997年まで党中央軍事委員会副主席）が打ち出した構想で、2010年までに第一列島線内部（近海）の制海確保をし、2020年までに第二列島線内部の制海権確保をし、2040年までに航空母艦建造によって、米海軍による太平洋、インド洋の独占的支配を阻止し、米海軍と対等な海軍を持つというものであった。
2011年12月25日の日中首脳会談では、中国側が中国包囲網を切り崩すために懐柔するとみられ、実際、日中で高級事務レベル海洋協議の開設と海上捜索・救助協定（SAR協定）の締結で合意した。なお12月17日（発表は19日）には北朝鮮の金正日書記の死去をうけて、周辺諸国は緊張していた。
2012年1月5日、オバマ大統領は5日、アジア太平洋地域での軍事的なプレゼンスを強化する内容の新国防戦略「米国の世界的リーダーシップの維持と21世紀の国防の優先事項」を発表した。新戦略文書では中国とイランを名指し、サイバー攻撃やミサイル開発などの非対称的手段で米国に対抗していると指摘、中国について軍事力増強の意図の透明化を求めたうえで、オバマ大統領は演説で「第二次大戦やベトナム戦争の後のように、軍を将来への準備もない状態にする失敗は許されない。米軍を機動的かつ柔軟に、あらゆる有事に対応できるようにする」と述べ、米国が安全保障を主導する決意を示した。これに対して中国政府系メディアは警戒感を示した。
2013年5月、中華民国総統であった李登輝は、「（中国は）周辺国への内政や領土干渉を繰り返すことによって、自分たちの力を誇示しているのである。こうした中国の動きを説明するのに、私は『成金』という言葉をよく使う。経済力を背景に、ベトナムから西沙諸島を奪い、南沙諸島でフィリピンが領有していた地域に手を出し、そして日本領土である尖閣諸島の領海、領空侵犯を繰り返す中国は、札束の力で威張り散らす浅ましい『成金』の姿そのものである」と中国を批判しつつ、中国人民解放軍は、陸軍には覇権を拡張する道がないため、海軍を強化することに努めているが、日本の同盟国であるアメリカ軍を恐れているため、現在のところ尖閣諸島に軍事侵攻する可能性は低いが、尖閣諸島周辺の領海・領空侵犯を繰り返して日本に揺さぶりをかけて、日本が怯んだ隙に、尖閣諸島の「共同管理」を突破口にして、太平洋に進出することを狙っており、従って中国による尖閣諸島の「共同管理」の申し出は断固拒絶すべきであると述べている。

## 各国軍隊との関係

### 日中交流
笹川平和財団の日中友好基金が主催する「日中佐官級交流事業」は、2001年から始まり、自衛隊と中国軍の中堅幹部が年に1回ずつ相手国を相互に訪れている。2012年に尖閣諸島を巡る政治関係の悪化により中止されたが2015年に再開、2020年にはコロナ禍の影響で対面の交流が中止されたが2023年に再開した。
1977年から鄧小平の提唱により元陸将の三岡健次郎が中国政経懇談会を設立して以来、自衛隊と中国人民解放軍の退役者間の交流事業も行われている。また、毛沢東の要請を受けて元大日本帝国陸軍中将の遠藤三郎が創設した「日中友好元軍人の会」や、中国人民解放軍に属した元日本人兵士による中国人民解放軍関係者との交流活動もかねてからあった。
- 中国人民解放軍中青年将校研修団の受け入れ（2005年8月22日）
- 中国人民解放軍交響楽団日本初公演（2007年10月7日）
- 中国人民解放軍佐官級訪日研修団の受け入れ（2007年10月25日）
- 中国人民解放軍ミサイル駆逐艦「深圳」東京湾に親善入港（2007年11月28日[77]）
- 中国人民解放軍練習艦「鄭和」江田島と呉に入港（2009年11月[78]）
- 中国人民解放軍ミサイル駆逐艦太原、横須賀に親善入港（2019年10月10日[79]）

### 中台交流
国共内戦で対峙した台湾の中華民国国軍関係者と人民解放軍の間では黄埔軍校同学会などを通じて活発に交流が行われており、2011年6月6日に北京で両軍の交流行事が行われた際に出席した国防大学初代学長の夏瀛洲二級上将ら中華民国国軍の退役将校が「われわれ国軍も共産党軍もともに同じ中国軍」「歴史的任務と使命である中台統一のためにともに頑張ろう」と席上で発言してこれを人民解放軍少将の羅援が称賛したことは台湾で当時の馬英九中華民国総統が「困惑している」とする声明を出すに至る大きな騒ぎとなった。2016年11月11日にも北京で開催された孫文生誕150周年記念式典に招かれた夏瀛洲二級上将ら中華民国国軍の退役将校団が中華人民共和国の国歌である「義勇軍進行曲」の演奏の際に起立したことが台湾で物議を醸し、羅援少将は「先祖を忘れ、国家を分裂させ、統一という歴史の流れに逆らう者は罰すべきだ」とこれを擁護した。